# Gartenerdbeere

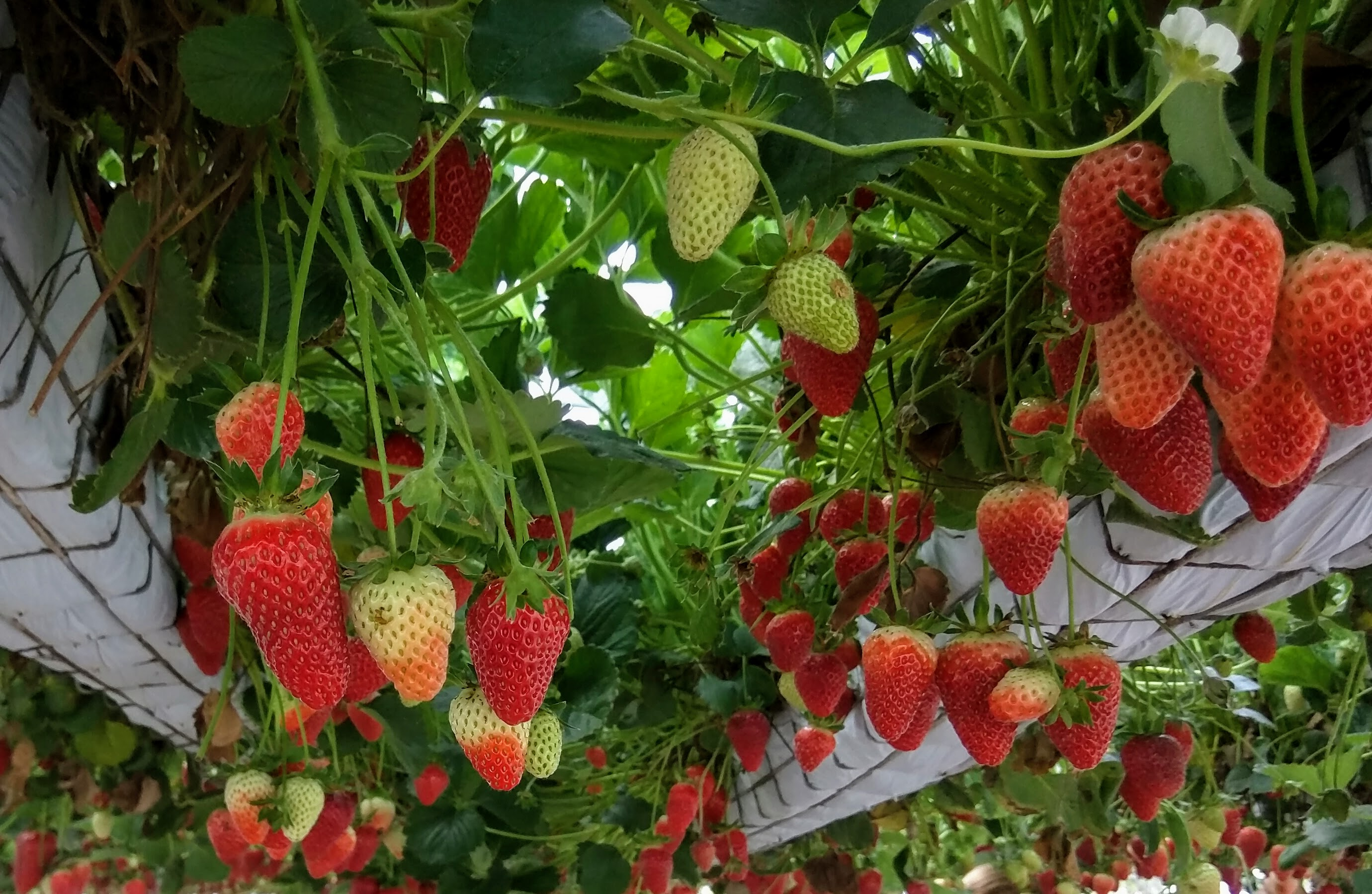
Anbau auf einer Farm in New South Wales (2017)

Die Gartenerdbeere (Fragaria × ananassa, Synonym: Fragaria × magna), Ananas-Erdbeere oder auch Kulturerdbeere ist eine Nutzpflanze aus der Gattung der Erdbeeren (Fragaria). Den Namenszusatz Ananas (bzw. ananassa) bekam die Pflanze, da sie in Form, Geruch und Geschmack an eine Ananas erinnere. Die Elternarten dieser Arthybriden stammen vom amerikanischen Kontinent.

## Abstammung

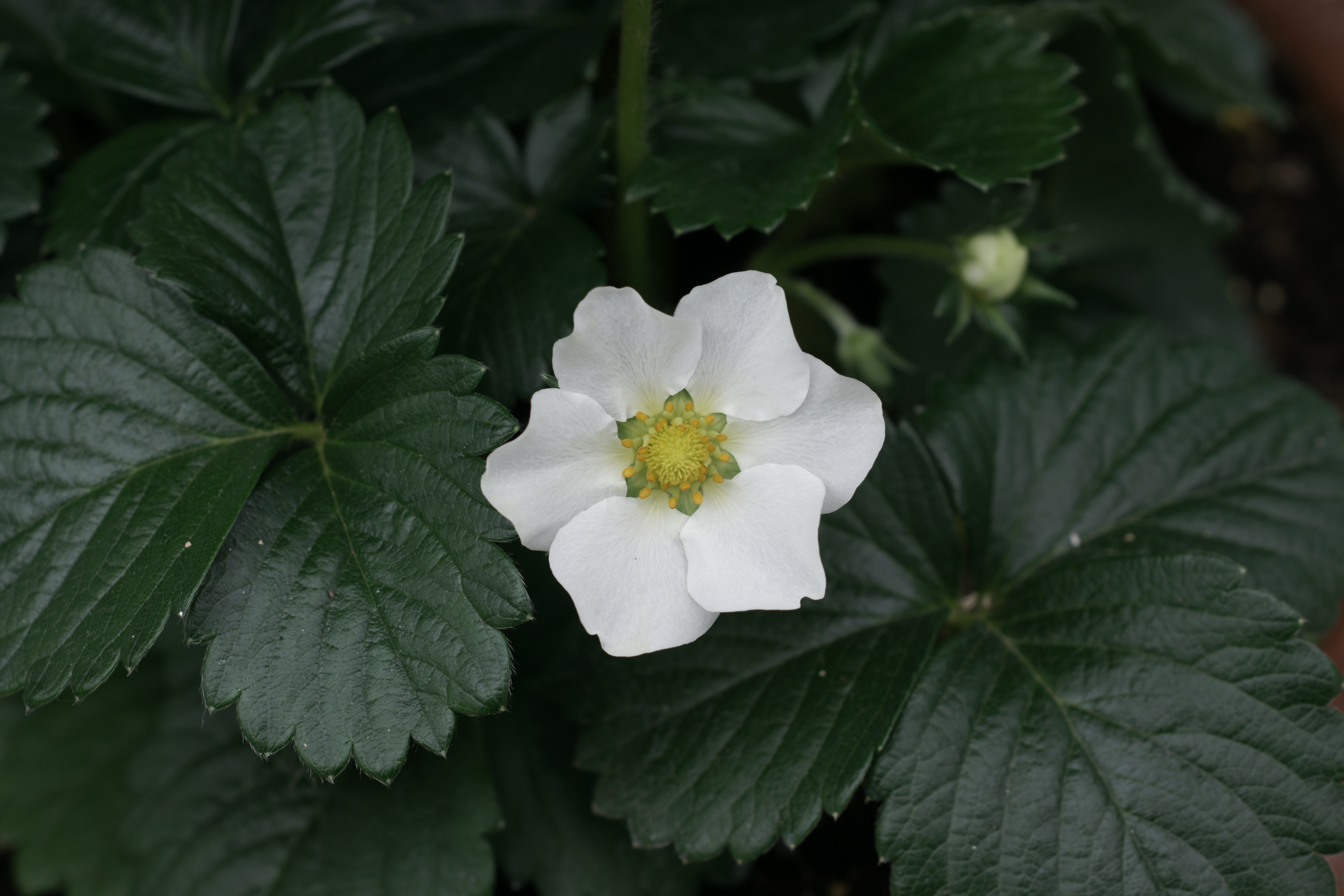
Erdbeerblüte

Die Gartenerdbeere entstand im 18. Jahrhundert in Europa aus der zufälligen Kreuzung der beiden amerikanischen Erdbeerarten Fragaria chiloensis (Chile-Erdbeere) und Fragaria virginiana (Scharlacherdbeere). Sie ist genau wie ihre Stammarten oktoploid (8n=56). Der Chromosomensatz hat die Zusammensetzung AAA'A'BBB'B', wobei die A-Chromosomensätze den Chromosomensätzen der Walderdbeere (Fragaria vesca) ähneln und die B-Chromosomensätze Verwandtschaft mit der Fragaria iinumae erkennen lassen. Wann und wo die Oktoploidie der Ausgangsarten entstand, ist unbekannt.
Aus der Urform der Gartenerdbeere wurden viele Sorten gezüchtet. Die Art wurde auch zu weiteren Artkreuzungen verwendet. Fragaria × vescana ist eine Kreuzung der oktoploiden Gartenerdbeere mit einer Walderdbeere (Fragaria vesca) mit verdoppeltem Chromosomensatz. Die resultierende Arthybride hat zehn Chromosomensätze (dekaploid).

## Anbau

Breuningsweilers heutiges Wappen stammt aus dem 20. Jahrhundert und spielt auf den Erdbeeranbau an

Der kommerzielle Anbau in Deutschland begann um das Jahr 1840 in Staufenberg in der Nähe von Baden-Baden. Etwa 1.000 Sorten stehen den Anbaubetrieben zur Verfügung, nur wenige entsprechen jedoch den Anforderungen des Handels, der Wert auf große und ansehnliche Früchte legt, die transportfähig und nur wenig anfällig gegenüber Grauschimmelfäule sind. Fragen des Aromas treten demgegenüber oft in den Hintergrund.
Im Freiland erfolgt der kommerzielle Anbau von Erdbeeren überwiegend in Einzelreihen im Flachfeld. Der Reihenabstand beträgt 0,80 m bis 1,0 m und der Abstand der Pflanzen in der Reihe liegt bei 20–40 cm. Zunehmend werden Erdbeeren auch auf kleinen Dämmen kultiviert, die mit einer sog. Mulchfolie überzogen sind. Hauptvorteil ist hier die bessere Wurzelgesundheit bei schwierigen, vor allem tonigen oder nassen, Böden. Die Standzeit der Pflanzen beträgt meist nur ein oder zwei Jahre. Der Raum zwischen den Reihen wird in der Blütezeit mit Stroh abgedeckt, um die Früchte vor Verschmutzung und Fäulnis zu schützen.
Verschiedene Anbautechniken dienen der Streckung des Angebotszeitraumes: Dazu zählen die Überdachung mit Wandertunneln, das Aufstellen von Minitunneln, das Abdecken mit Vlies, Lochfolie oder einer Kombination von Beidem, das Abdecken mit Stroh und die Terminkultur.
- Wandertunnel sind einfache Folienhäuser, die jährlich auf- und abgebaut werden. Der Verfrühungseffekt beträgt ca. 15–20 Tage. Es ist ein verhältnismäßig aufwendiges Verfahren, durch die Überdachung haben die Pflanzen aber auch einen Witterungsschutz. Der Flächenanteil in Deutschland ist steigend.[8]
- Vliesabdeckung von Vegetationsbeginn bis Anfang Blüte verfrüht die Ernte um gut eine Woche. Wird zusätzlich eine Lochfolie aufgedeckt, gewinnt man noch einmal drei Tage. In klimatisch frühen Anbaugebieten ist die Vlies- oder die Doppelabdeckung das Standardverfahren.[9]
- Strohabdeckung: Im Spätwinter wird das ganze Feld dick mit Stroh zugedeckt. Durch den späteren Austrieb verzögert sich die Ernte um fünf oder mehr Tage.[10]
- Terminkultur: Hierzu werden sog. Wartebeet- oder starke Frigopflanzen in der Winterruhe gerodet und eingefroren bei −1 °C gelagert. Nach der Pflanzung im Mai oder Juni beginnt die Ernte 7–8 Wochen später.[11]

In den letzten Jahrzehnten verbreitete sich auch zunehmend der Anbau der Erdbeere in Substrat auf Stellagen unter Glas oder Folie. Der Übergang von einfachen Folienhäusern zu Gewächshäusern ist fließend. Wenn geheizt wird, sind zwei bis drei Ernten im Jahr möglich.
Außerdem können die Erdbeeren nicht verschmutzt werden und auf Grund des Daches ist die Gefahr von Fruchtfäulen geringer.
Die Haupternte der Erdbeeren findet in Mitteleuropa in den Monaten Mai, Juni und Juli statt. Früchte, die weite Transportwege zurückgelegt haben, sind fast ganzjährig im Handel erhältlich. Im Herbst und Winter kommen frische Erdbeeren aus Israel, Ägypten und Übersee nach Deutschland, ab Februar aus Spanien und Marokko, ab März aus Italien und Frankreich.

### Weltproduktion
Im Jahr 2021 wurden laut FAO weltweit 9.175.384 Tonnen Erdbeeren geerntet. Die zehn weltweit größten Produzenten ernteten 2021 zusammen 80,9 % der Gesamtmenge. Die Werte für Deutschland, Österreich und die Schweiz sind zum Vergleich angegeben.
| Rang | Land                | Menge (in t) |
| ---- | ------------------- | ------------ |
| 1    | Volksrepublik China | 3.380.478    |
| 2    | Vereinigte Staaten  | 1.211.090    |
| 3    | Türkei              | 669.195      |
| 4    | Mexiko              | 542.891      |
| 5    | Ägypten             | 470.913      |
| 6    | Spanien             | 360.570      |
| 7    | Russland            | 237.200      |
| 8    | Brasilien           | 197.000      |
| 9    | Südkorea            | 193.852      |
| 10   | Polen               | 162.900      |
| …    |                     |              |
| 13   | Deutschland         | 130.630      |
| 37   | Österreich          | 14.270       |
| 44   | Schweiz             | 8.750        |

### Sorten

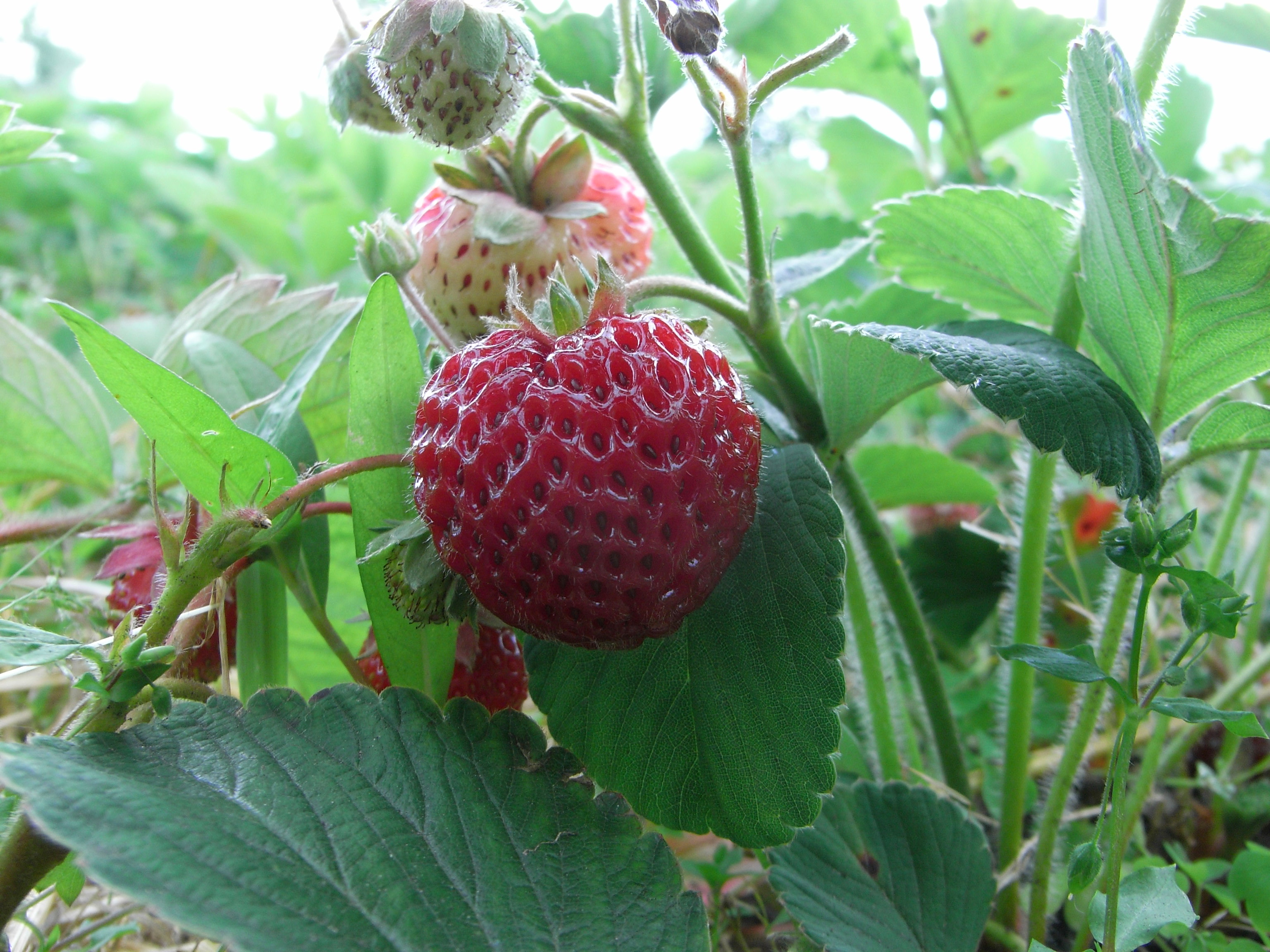
Erdbeersorte Mieze Schindler

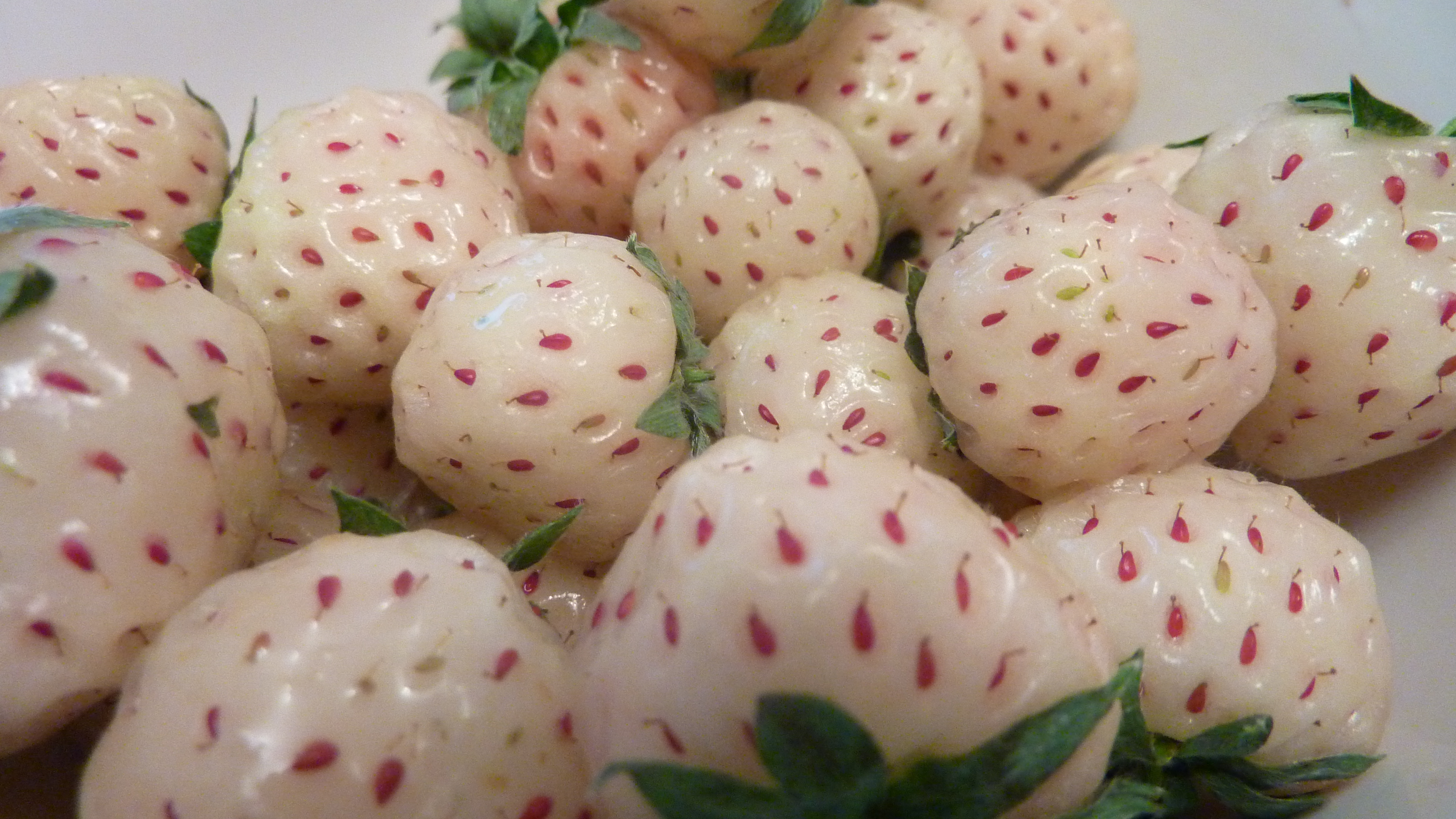
Erdbeersorte Weiße Ananas

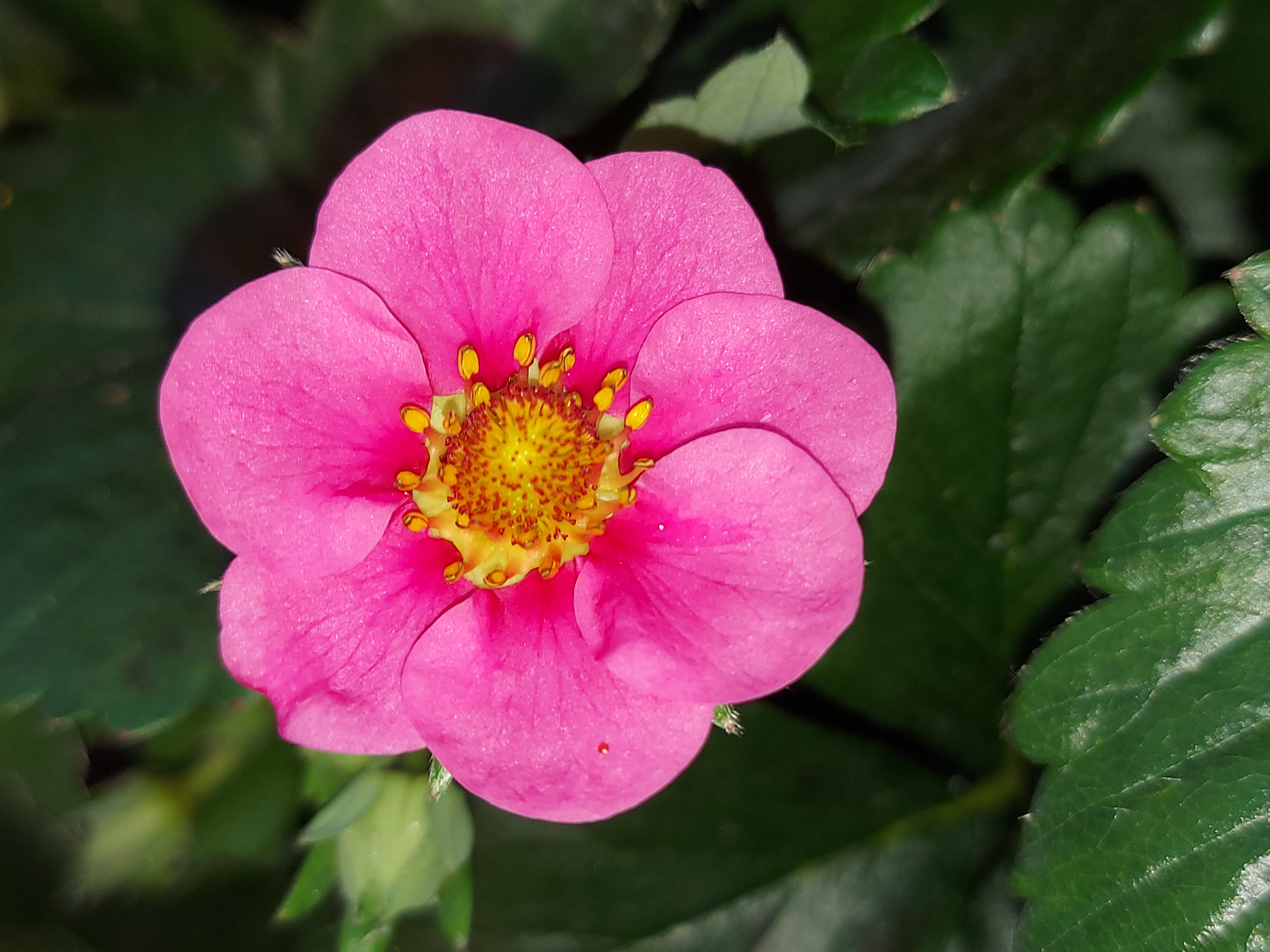
Erdbeersorte Toscana

Im Anbau befinden sich über 100 Sorten, von denen etwa 30 im Erwerbsobstbau Bedeutung haben. Man unterscheidet einmal- und immertragende (z. B. Elan) Sorten. Die einmaltragenden Sorten, auch Juniträger oder Kurztagssorten genannt, tragen im mitteleuropäischen Klima etwa vier Wochen lang. Die Reifezeit ist je nach Klima und Sorte der Monat Juni. Die remontierenden, immertragenden Sorten bringen eine kleine Ernte Anfang Juni und den Großteil von Ende Juli bis zum Frost. Während den remontierenden Sorten früher nachgesagt wurde, weniger gut zu schmecken, sind hierunter inzwischen auch geschmacksintensive zu finden, so die im Aroma an Walderdbeeren erinnernde Sorte Mara des Bois.
Alle Sorten können über mehrere Jahre beerntet werden. Vor allem wegen der mit dem Alter der Pflanzen nachlassenden Fruchtgrößen werden sie im Erwerbsanbau aber meist nur ein- oder zweijährig kultiviert.
Zu den besonders bei Hobby-Gärtnern beliebten Sorten – häufig handelt es sich dabei um Kreuzungen mit der Gartenerdbeere – gehören Hänge-Erdbeeren, bodendeckende Sorten wie Florika oder Rügen und Klettererdbeeren, die an Zäunen aufgebunden wachsen können. Auch Erdbeerbäumchen werden heute angeboten. Mit der dunkelrosa blühenden Sorte Toscana gelang es einer Gartenerdbeere erstmals, den renommierten FleuroStar-Award in der Zierpflanzenbranche zu gewinnen.
Die bei Hobbygärtnern beliebte sogenannte Monatserdbeere blüht und fruchtet von Mai bis Oktober und wird deshalb auch als „immertragende“ Erdbeere bezeichnet. Sie gehört jedoch nicht zur Art der Gartenerdbeere, sondern zur Walderdbeere (Fragaria vesca var. semperflorens).
Die Hauptsorten im konventionellen Anbau in Deutschland sind:
- Flair: sehr früh, Frucht mittelrot glänzend, regelmäßig lang-spitz-kegelförmig, guter bis sehr guter Geschmack mit mehr Säure als Clery, geringer bis mittlerer Ertrag, Pflanze stellt höchste Ansprüche an Wasser- und (Spuren-)nährstoffversorgung, anfällig für Rhizomfäule.[20]
- Elianny, neue Sorte, mittelgroße, aromatische Früchte, geeignet für Frischverzehr, Dessert oder Konfitüre.
- Honeoye [ˈhʌniɔɪ]: früh, Frucht dunkelrot glänzend, stumpfkegelförmig, guter, etwas säuerlicher Geschmack, bei schwülheißer Witterung, starkem Behang und viel Blattmasse auch bittere Früchte, anfällig für Wurzelkrankheiten, hohe Erträge.
- Clery: früh, leuchtend hellrot, regelmäßig lang-spitz-kegelförmig, guter, etwas flacher Geschmack, da sehr wenig Säure, mittlerer Ertrag, eher wenig anfällig für Wurzelkrankheiten, verbreitet in warmen Anbauregionen.[21]
- Darselect: früh bis mittelfrüh, Frucht mittelrot und kegelförmig, sehr guter Geschmack, insbesondere bei hohen Tagestemperaturen, sehr anfällig für Blütenfrost und Mehltau, mittlerer Ertrag.
- Elsanta: Hauptsorte; mittelfrüh, Frucht hell(orange-)rot, breitkegelförmig, guter bis sehr guter Geschmack, bei regnerischer Witterung etwas wässrig, gut haltbar, Pflanze anfällig für Wurzelkrankheiten, hoher bis sehr hoher Ertrag (bis über 30 t/ha).
- Sonata: Reifezeit etwa zwei Tage nach der Sorte Elsanta, mit etwas kräftigerer Fruchtfarbe. Geschmack teilweise besser als Elsanta mit etwas mehr Säure und Aroma. Fruchthaut etwas weicher. Kaum Krüppelfrüchte. Relativ neue Sorte mit bereits großen Flächenanteilen im Erwerbsanbau. Sehr anfällig für Rhizomfäule.
- Faith: herausragend starkwüchsig und widerstandsfähig bei bodenmüden Standorten.[22] Auffällig ist bei dieser Sorte das hohe Fruchtgewicht (große Erdbeerfrüchte). Besonders robust mit hohem Marktertrag von über 3 kg/m². Geschmacklich wird die Sorte Faith jedoch von Testkonsumenten eher negativ bewertet.[23]
- Lambada: früh bis mittelfrüh, der Geschmack dieser Sorte wird immer wieder gelobt. Der Ertrag ist nur mittelmäßig (1,5 kg Ertrag Hkl 1 pro m)[24] und sie ist sehr anfällig für Mehltau.
- Korona: mittelfrüh, Frucht rot bis dunkelrot, anfangs groß, im Ernteverlauf klein werdend, sehr weich, deshalb nur als Selbstpflücksorte verbreitet, Geschmack sehr gut, anfällig für Fruchtfäulen, hoher Ertrag.
- Florence: spät, Frucht regelmäßig kegelförmig, mittelrot, teilweise mit bräunlichem bis violetten Schimmer, Geschmack gut, aber von Frucht zu Frucht unterschiedlich, Ertrag sehr hoch.
- Malwina: extrem spät, ca. 22 Tage nach Elsanta. Frucht dunkelrot, glänzend, gleichmäßig breitkegelförmig, voll ausgereift ausgezeichneter Geschmack. Frucht etwas weich. Pflanze bestockt sehr stark. Anfällig für Xanthomonas und Rhizomfäule.[25]

Kleine Flächenanteile oder regionale Bedeutung haben (nach Reifezeit) die Sorten Alba, Daroyal, Rumba, Elianny, Polka, Symphony, Salsa und Yamaska sowie die remontierenden Sorten Evie 2, Everest, Florin, Sweet Eve und Eve’s Delight.
Folgende Sorten haben in der Vergangenheit einen hohen Bekanntheitsgrad erlangt, wurden aber von neueren Sorten verdrängt. Sie werden heute fast nur noch in Hausgärten angebaut:
- Senga Sengana: mittelfrüh reifend mit mittelgroßen, dunkelroten Früchten – eine bewährte Sorte mit besten Eigenschaften zum Einkochen und Einfrosten, aber im Vergleich zu modernen Sorten geringem Ertrag.
- Mieze Schindler: Spätsorte mit kleinen, dunkelroten, hocharomatischen Früchten, rein weiblich, braucht eine Befruchtersorte.
- Tenira: Spätsorte mit intensiv roten und großen Früchten.
- Elvira: große, sattrote Beeren, reift früh.
- Bogota: Sorte mit sehr großen Früchten.
- Ananaserdbeere: eine weiße Erdbeere mit roten Nüsschen und leichtem Ananas-Geschmack.

Neue Erdbeersorten werden im deutschsprachigen Raum von verschiedenen Züchtern selektiert und selbst oder in Lizenz vermehrt. Dabei sind Geschmack, Krankheitsresistenz, Fruchtfestigkeit/Transportfähigkeit und Ertrag die wichtigsten Selektionskriterien.

### Standortanforderungen
Für ein gesundes Gedeihen benötigen Erdbeeren einen vollsonnigen und windgeschützten Standort. Da die Blüten sich nach dem Ende der Kälteperiode entwickeln, sind sie durch Spätfrost stark gefährdet.
Optimale Bedingungen für Erdbeeren bietet ein tiefgründiger und gut durchlässiger Boden. Er sollte humus- und nährstoffreich sein. Besonders förderlich ist ein leicht saurer Boden mit einem pH-Wert zwischen 5,5 und 6,5.
Das Wurzelwerk der Erdbeere ist sehr empfindlich und kann von verschiedenen bodenbürtigen Pilzen befallen werden. Auf nassen oder zu Staunässe neigenden Böden sollten keine Erdbeeren angebaut werden, weil die Wurzeln dann häufig von der roten Wurzelfäule (Phytophthora fragariae) befallen werden. Fast alle gängigen Sorten sind außerdem anfällig bis sehr anfällig für Verticillium-Welke, die bei Erdbeeren durch den Pilz Verticillium dahliae hervorgerufen wird. Flächen, auf denen schon einmal Kartoffeln gestanden haben, sind mit großer Wahrscheinlichkeit mit Verticillium-Mikrosklerotien besetzt und deshalb ungeeignet. Auf Parzellen, auf denen schon häufiger Erdbeeren gestanden haben, muss man mit einem Befall von Rhizomfäule (Phytophthora cactorum) oder schwarzer Wurzelfäule, verursacht durch verschiedene Bodenpilze, rechnen.
Einige kleinwüchsigere Erdbeersorten eignen sich auch für sonnige Balkone.
Auf Grund ihrer Wechselwirkungen, die von der Allelopathie erforscht werden, vertragen sich nebeneinander wachsende Pflanzen je nach Kombination unterschiedlich gut. Borretsch, Buschbohne, Knoblauch, Kopfsalat, Radieschen, Schnittlauch, Spinat, Zwiebeln und Porree sind gut mit der Gartenerdbeere kombinierbar. Ein schlechter Nachbar ist Kohl.

### Schädlinge
Bei Erdbeeren liegt die Hauptgefahr in pilzlichen Schädlingen. Der wichtigste ist die Grauschimmelfäule (Botrytis cinerea). Daneben treten auch Phytophthora cactorum und Phytophthora fragariae, Sphaerotheca macularis sowie Mycosphaerella fragariae auf. Zu den Schadinsekten gehören der Erdbeerblütenstecher (Anthonomus rubi), die Erdbeermilbe (Steneotarsonemus pallidus fragariae), der Gefurchte Dickmaulrüssler (Otiorhynchus sulcatus) sowie Thripse.

## Verwendung

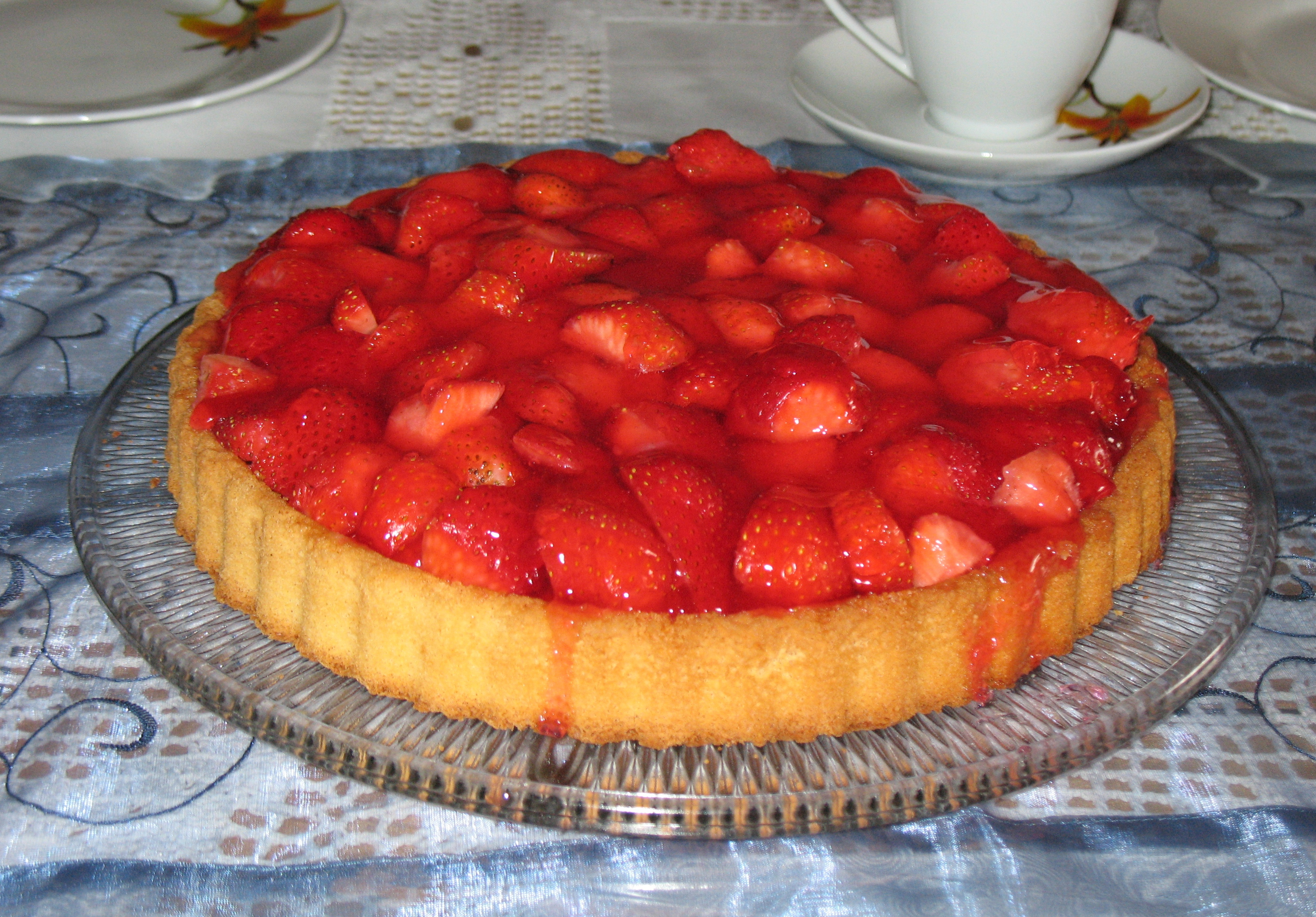
Erdbeerkuchen

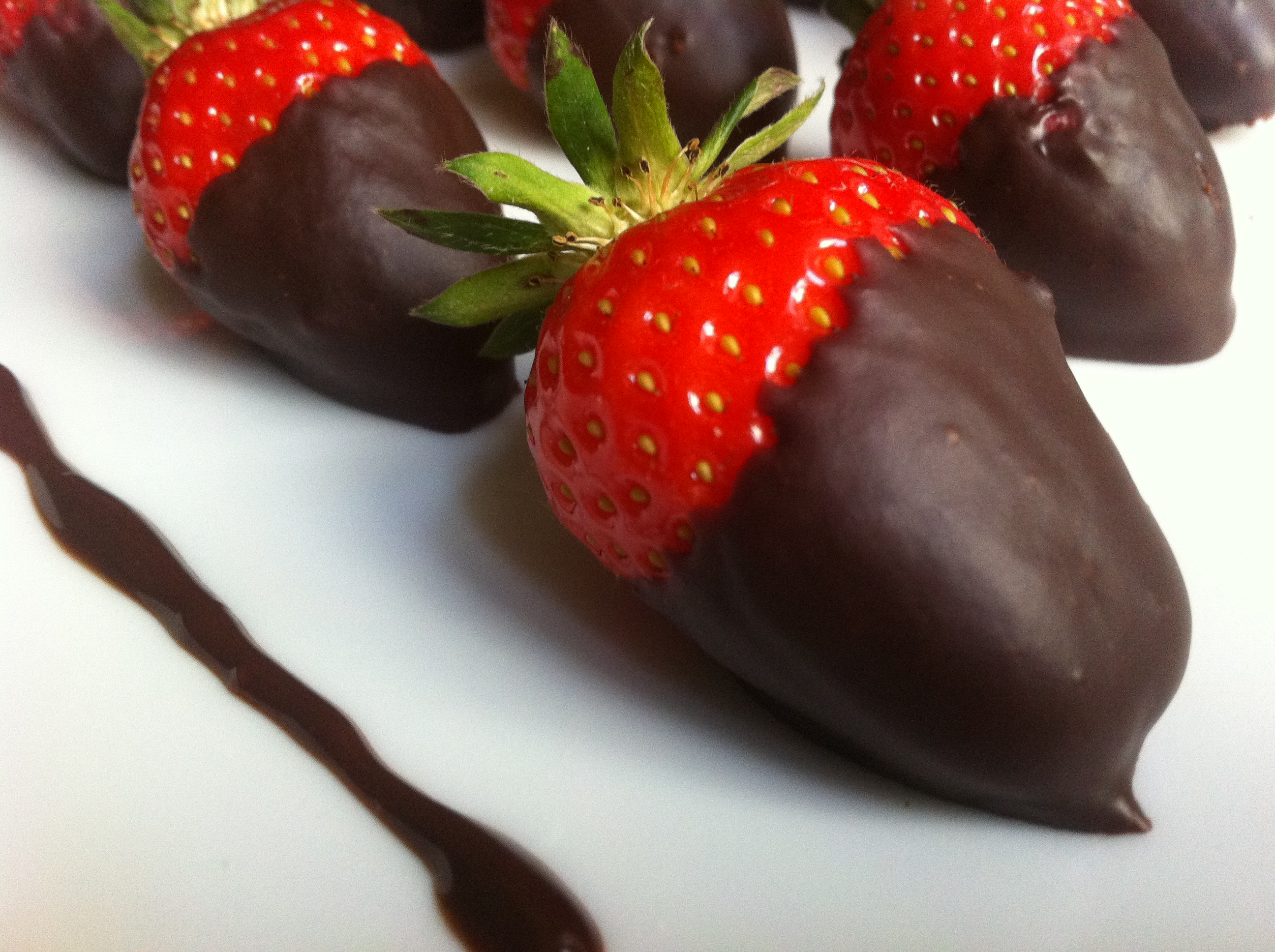
In Schokolade getauchte Erdbeeren

Erdbeeren sind pflückreif und genießbar, wenn mindestens zwei Drittel der Fruchtoberfläche rot gefärbt sind. Ihr voller Geschmack entwickelt sich jedoch nur, wenn sie ausgereift gepflückt werden. Zu einer Nachreife kommt es bei Erdbeeren nicht. Idealerweise werden sie unmittelbar nach dem Pflücken verzehrt. Erdbeeren sind nur eingeschränkt transportfähig, da sie sehr druckempfindlich und anfällig für Schimmelpilze sind. Im Kühlschrank können sie bei zwei bis sechs Grad Celsius etwa ein bis zwei Tage gelagert werden. Bei Temperaturen zwischen null und zwei Grad sind sie bis zu fünf Tage haltbar.
Zu ihrer Verarbeitung werden sie gewaschen, bevor Stiele und Kelchblätter entfernt werden, da der Kontakt mit Wasser dazu führt, dass sie Aroma verlieren. Werden sie mit Zucker bestreut, darf das erst kurz vor dem Servieren geschehen, da sie dadurch sehr viel Saft verlieren und weich werden.
Eine große Rolle spielen Erdbeeren bei der Herstellung von Konfitüren. Daneben finden sie vielfältig Verwendung für die Zubereitung von Süßspeisen und Backwerk. Eine weitere Verwendungsmöglichkeit ist die Verwendung für Erdbeerwein, Erdbeerlikör oder Erdbeerbowle.

## Inhaltsstoffe
Erdbeeren enthalten mehr Vitamin C als Orangen und Zitronen. Darüber hinaus sind sie reich an Folsäure, Kalzium, Magnesium und Eisen. Weil Erdbeeren wenig Nahrungsenergie enthalten, gelten sie als „Schlankmacher“.
| Brennwert        | Wasser | Kohlenhydrate | Fett  | Kalium | Calcium | Magnesium | Vitamin C |
| ---------------- | ------ | ------------- | ----- | ------ | ------- | --------- | --------- |
| 135 kJ (32 kcal) | 90 g   | 5,5 g         | 0,4 g | 147 mg | 26 mg   | 15 mg     | 64 mg     |

| Kalium | Calcium | Magnesium | Vitamin C |
| ------ | ------- | --------- | --------- |
| 7 %    | 3 %     | 5 %       | 87 %      |

### Natürliches Erdbeeraroma

Strukturformel des Ethyl-2,3-epoxy-3-phenylbutyrat, eines künstlich hergestellten Aromastoffs für „Erdbeeraroma“

In sehr vielen Lebensmittelprodukten mit Erdbeergeschmack, wie beispielsweise Erdbeerjoghurt oder Erdbeerfrüchtetee, wird aus Kosten- und Geschmacksintensivierungsgründen der Geschmack durch beigemischte Aromen verstärkt. Aromazubereitungen mit Erdbeergeschmack können mit unterschiedlichen Verfahren hergestellt werden. „Natürliches Aroma“, das nach Erdbeeren riecht und schmeckt, muss im Sinne des Gesetzes nicht aus Erdbeeren gewonnen werden. Als „natürliche Aromen“ dürfen laut Aromenverordnung alle solche bezeichnet werden, bei denen „die aromatisierenden Bestandteile des Aromas ausschließlich aus natürlichen Aromastoffen oder Aromaextrakten bestehen“ – also aus einem beliebigen biologischen Organismus. Erdbeeren oder Erdbeerfruchtzubereitungen (Fruchtmischung mit geringem Erdbeeranteil) werden häufig nur in geringer Menge zugesetzt oder komplett durch Trägerstoffe mit Aromen ersetzt. Das kann der Zutatenliste entnommen werden.
Ein Beispiel für eine künstlich hergestellte Substanz mit starkem Erdbeeraroma ist Ethyl-2,3-epoxy-3-phenylbutyrat, kein Aldehyd, doch oft als „Erdbeeraldehyd“ bezeichnet.
Erdbeeraroma kann natürlich auch als Extrakt aus Erdbeerfrüchten gewonnen werden. Dieses besteht aus mehr als 300 Komponenten, darunter über 90 Carbonsäureester, 30 Carbonsäuren, zirka 20 Acetale, zirka 40 Alkohole sowie Ketone, Aldehyde, Kohlenwasserstoffe und selbst einigen Schwefelverbindungen. Hauptkomponenten sind Furaneol, Decano-4-lacton, trans-2-Hexen-1-ol, (E)-2-Hexenal, Essigsäurehex-2-enylester, Linalool, Anthranilsäuremethylester, Buttersäureethylester und Hexansäureethylester.
Die Anbauflächen von Erdbeeren müssten erheblich ausgeweitet werden, wenn ausschließlich Früchte von derzeit angebauten wenig aromatischen Erdbeersorten anstatt der sehr geruchsintensiven Aromazubereitungen für die Lebensmittelproduktion verwendet werden sollen.